# الهولوكوست في المجر
كانت الهولوكوست في المجر آخر عمل من أعمال القتل الجماعي التي ارتكبتها ألمانيا النازية بحق اليهود خلال الإبادة الجماعية لليهود الأوروبيين 1941-1945. فُرضت قيود جديدة على اليهود بعد وقت قصير من احتلال ألمانيا للمجر في 19 مارس 1944. شملت القوات الغازية إحدى وحدات الإس إس-ساندركوماندوس بقيادة الضابط في قوات الأمن الخاصة أدولف أيخمان الذي وصل إلى بودابست للإشراف على ترحيل يهود البلاد إلى معسكر أوشفيتز في بولندا المحتلة. بين 15 مايو و 9 يوليو 1944، رُحِّل أكثر من 434 ألف يهودي في 147 قطارًا، اتجه معظمها إلى أوشفيتز، حيث أُعدم بالغاز نحو 80 في المئة منهم عند وصولهم.
عند بدء الغزو الألماني، كان عدد السكان اليهود في المجر 825 ألف، وهو العدد الأكبر لليهود المتبقين في أوروبا، الذي تضخّم أكثر بسبب هرب اليهود من أماكن أخرى إلى الأمان النسبي لذلك البلد. كان رئيس الوزراء المجري ميكلوش كالاي مترددًا في ترحيلهم. لكن أدولف هتلر أمر بالغزو خوفًا من سعي المجر لتحقيق السلام مع الحلفاء.
بعد نشر أجزاء من تقرير فربا-فيتسلر في يونيو 1944 -هو تقرير أعدّه في أبريل اثنان من الهاربين من معسكر أوشفيتز يصف بالتفصيل كيفية إعدام اليهود بالغاز في المعسكر- أمر ميكلوش هورتي، الوصي على عرش مملكة المجر، بإيقاف عمليات الترحيل في 6 يوليو بسبب الضغط الدبلوماسي وقصف الحلفاء لبودابست. لمّا توقّفت عمليات الترحيل بعد ثلاثة أيام، كان مجتمع اليهود الموجود في الريف المجري قد رُحِّل بأكمله تقريبًا.
أثارت عمليات القتل حيرة المؤرخين، خاصة بالنظر إلى أن غرف الغاز والمحارق في أوشفيتز لم تستوعب الأعداد المهولة، لأنها حدثت حين كانت الحرب العالمية الثانية توشك على انتهائها. بدأ الحلفاء تحرير أوروبا -كانت عمليات إنزال نورماندي في 6 يونيو 1944- وكان قادة العالم على علم في وقت ما أن اليهود يُقتلون في غرف الغاز. ونتيجة لذلك، أثارت الهولوكوست في المجر نقاشًا مطوّلًا حول السبب الذي دفع ألمانيا للمضي قدمًا في تنفيذها، وما إذا كان ينبغي على الحكومات والصحفيين وقادة المجتمع فعل المزيد لنشرها وتعطيلها.

## اليهود في المجر
في إحصاء عام 1941، كان عدد سكان المجر 14,683,323 نسمة. كان من بينهم 725,005 يهوديًا (4.94 في المئة) وكان هناك 100 ألف آخرين من «ذوي العرقية اليهودية» عُرفوا بأنهم مسيحيون. عاش أكثر من 400 ألف شخص من اليهود في المجر بعد معاهدة تريانون و 324 ألف آخرين عاشوا في الأراضي التي استحوذت عليها المجر منذ عام 1938: شمال ترانسيلفانيا من رومانيا (164 ألفًا)، جزء من المجر العليا من تشيكوسلوفاكيا (146 ألفًا)، روثينيا الكارباتية (78 ألفًا)، وباتشكا ومناطق أخرى كانت جزءًا من يوغوسلافيا (14 ألفًا).

## الاحتلال الألماني

### الغزو
في 18 مارس 1944، استدعى أدولف هتلر هورتي إلى مؤتمر في النمسا، حيث طالبه بانصياع المجر انصياعًا أكبر. قاوم هورتي، لكن جهوده كانت دون الجدوى. في أثناء وجوده في المؤتمر، دخلت الدبابات الألمانية إلى بودابست، وفي 23 مارس نُصِّبت حكومة دوم شتوجاي. من بين خطواته الأولى، أضفى شتوجاي الصفة الشرعية على حزب الصليب السهم، الذي بدأ التنظيم بسرعة. خلال فترة الأربعة أيام التي أعقبت الاحتلال الألماني، وُضعت وزارة الداخلية في أيدي لازلو إندر ولازلو باكي، وهما سياسيان يمينيان معروفان بعدائهما لليهود. كان رئيسهما، أندور جاروس، معاديًا للسامية أيضًا.

### أدولف أيخمان
أعدّ الضابط في الأوبرستورمبانفورر أدولف أيخمان، الذي أُرسل إلى المجر للإشراف على عمليات الترحيل، موظفيه في فندق ماجستيك في بودابست. صُمّمت الشارات الصفراء ووُضعت قوانين العزل وأُنهيت عمليات الترحيل في أقل من ثمانية أسابيع، بمساعدة من السلطات المجرية المتحمسة، لا سيما الدرك (csendőrség). تضمّنت الخطة استخدام 45 عربة ماشية لكل قطار، بمعدل أربعة قطارات في اليوم، لترحيل 12 ألف يهودي من الريف كل يوم، بدءًا من منتصف مايو؛ وخُطِّط أن يتبع ذلك ترحيل اليهود من بودابست من 15 يوليو تقريبًا. عاد رودولف هوس، القائد الأعلى لأوشفيتز، إلى المعسكر بين 8 مايو و 29 يوليو 1944 كقائد حامية محلية تابعة للقوات الخاصة للإشراف على وصول اليهود المجريين وخنقهم بالغاز. ونتيجة لذلك، أطلق الألمان على جرائم القتل اسم عملية هوس.

## الترحيل إلى أوشفيتز

### عمليات النقل الأولى
غادر القطار الأول بودابست في 29 أبريل 1944 وعلى متنه 1,800 رجل وامرأة تتراوح أعمارهم بين 16 و 50 عامًا ممن اعتُبروا لائقين بدنيًا للعمل. غادر قطار ثان توبولي في 30 أبريل حاملًا 2,000 شخص. نُفّذت عمليات النقل «بالاختيار»؛ إذ اختيرت 616 امرأة (أصحاب الأرقام التسلسلية 76385-76459 و 80000-80540) و 486 رجلًا (أصحاب الأرقام التسلسلية 186645-187130) للعمل، وأُعدم 2,698 بالغاز.

### عمليات النقل الجماعي

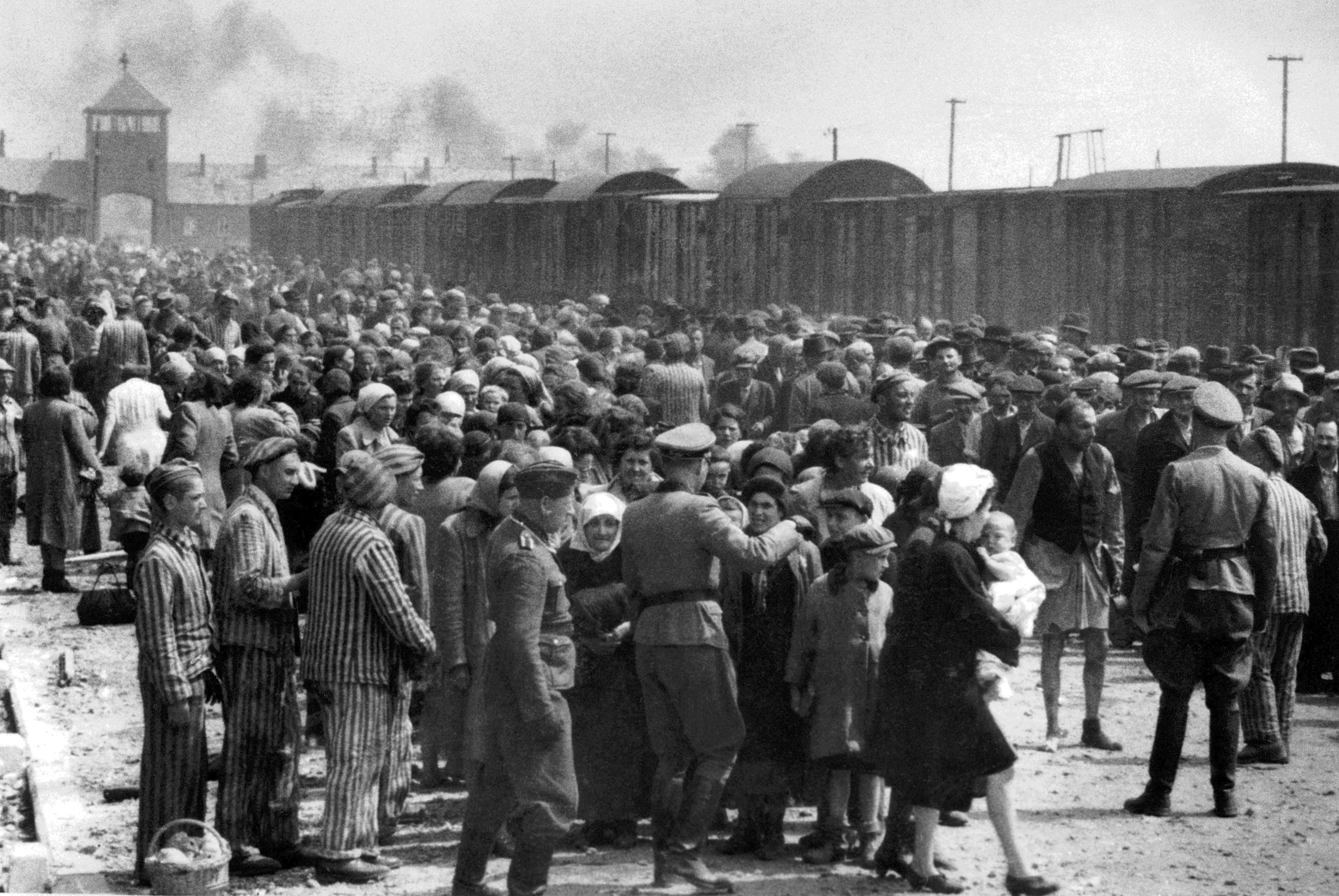
مجموعة من اليهود المجريون ساقتهم قوات الاحتلال الألماني إلى أوشفيتز

بدأت عمليات النقل الجماعي، التي نظّم مكتب الأمن الرئيسي للرايخ العملية الأولى منها، مغادرة المجر إلى بولندا في 14 مايو 1944. كانت الحكومة المجرية مسؤولة عنها حتى الحدود الشمالية. احتفظ قائد محطة قطار كوشيتسه بسجل للقطارات. مر أول قطار شحن عبر كوشيتسه في 14 مايو. انطلق في اليوم العادي ثلاثة أو أربعة قطارات، حمل كل قطار 3-4 آلاف شخص. وصل 109 قطارات على مدار 33 يومًا حتى 16 يونيو. في بعض الأيام انطلقت ستة قطارات. انطلقت 10 قطارات في الفترة من 25 إلى 29 يونيو، ثم 18 قطارًا في الفترة من 5 إلى 9 يوليو. أُرسلت 10 قطارات أخرى إلى أوشفيتز عبر مسارات أخرى.

وصلت أول ثلاثة قطارات، تألف كل منها من 40 إلى 50 عربة، إلى أوشفيتز في 16 مايو. بعد تفريغ أمتعتهم، نُظِّم المرحَّلون في خمسة صفوف، ثم قيدوا إلى المحرقة. وفقًا للمؤرخة دانوتا تشيك، أصبح الدخان مرئيًا من مداخن المحرقة منذ تلك الليلة فصاعدًا. أشارت مقاومة المعسكر إلى عمليات الترحيل في تقرير يغطي 5-25 مايو 1944:
أوشفيتز: عملية هوس. منذ منتصف مايو، نُفِّذت العديد من عمليات نقل اليهود المجريين. في كل ليلة تصل ثمانية قطارات؛ وتصل خمسة قطارات كل نهار. تتألف القطارات من 48 إلى 50 عربة لكل قطار، ويوجد في كل عربة 100 شخص. وصل «المستوطنون» بواسطة وسائل النقل هذه. يوجد في كل قطار «للمستوطنين» عربتان من الأخشاب التي يقوم «المستوطنون» بتفريغها عند «منحدر الموت» وجلبها إلى موقع آخر وتكديسها في أكوام ... مخصصة لهم. من أجل تبسيط العمل، يصل الأشخاص منفصلين مسبقًا، على سبيل المثال، يصل الأولاد في عربات منفصلة. تنتظر القطارات المغلقة عدة ساعات على المسار المخصص لتفريغها. تتوقف في الغابة الصغيرة المجاورة.
منذ 3 يونيو، بدأ تشغيل السياج الكهربائي خلال النهار، بدلًا من الليل فقط (بسبب وجود حراس خلال النهار)، بسبب محاولات اليهود المجريين الهروب من المحرقة. أفادت مقاومة المعسكر في 15 يوليو بتوقف عمليات النقل لعدة أيام بعد 13 يونيو، وأنه بين 16 مايو و 13 يونيو، وصل أكثر من 300 ألف يهودي من المجر إلى المعسكر في 113 قطارًا. وفقًا لهوس في أثناء محاكمته، لم تستطع المرافق في أوشفيتز استيعاب الأعداد، واضطر إلى السفر إلى بودابست لإعادة تنظيم عمليات النقل بحيث يعمل قطاران أو ثلاثة في أيام متناوبة. إجمالًا، كان من المقرر استخدام 111 قطارًا. وفقًا لهوس، أراد هاينريش هيملر، رئيس قوات الأمن الخاصة، تسريع عمليات الترحيل.
وفقًا للمقدم لازلو فيرينزي في الدرك الملكي المجري، بحلول 9 يوليو 1944، كان قد رُحِّل 434,351 يهوديًا في 147 قطارًا. ووفقًا لإدموند فيسينماير، مفوض الرايخ في المجر، كان العدد 437,402. أُعدم بالغاز نحو 80 بالمئة من المرحَّلين عند وصولهم. ولأن المحرقة لم تتمكن من استيعاب عدد الجثث، حُفرت الحفر حيث أُحرقت الجثث. عُثر بعد الحرب على الصور التي التقطت في أوشفيتز (ألبوم أوشفيتز) عند وصول اليهود المجريين إلى المعسكر.